# 杨万明 (外交官)
杨万明（1964年3月—），中华人民共和国外交官，出生于北京，博士研究生学历。经济学硕士、法学博士。现任中国人民对外友好协会会长。

## 生平
杨万明毕业于南京大学。1989年，进入中华人民共和国外交部工作，先后在外交部拉丁美洲和加勒比司、驻阿根廷大使馆担任随员、三秘、二秘、副处长、处长等职务。
2001年，任驻墨西哥大使馆参赞。
2003年，挂职贵州省黔东南苗族侗族自治州凯里市委副书记、副市长。
2004年，任外交部拉丁美洲和加勒比司参赞，后升副司长。2007年，任外交部拉丁美洲和加勒比司司长。
2012年5月，出任驻智利共和国特命全权大使。2014年9月，出任中华人民共和国驻阿根廷大使。2018年12月，出任中华人民共和国驻巴西大使。
2022年3月，离任驻巴西大使一职，同年4月20日獲國務院任命，出任国务院港澳事务办公室副主任。
2023年7月，任中央港澳工作办公室副主任、国务院港澳事务办公室副主任，同年8月任中国人民对外友好协会会长，随后卸任中央港澳工作办公室副主任、国务院港澳事务办公室副主任职务。

## 家庭
已婚，妻子是外交官卢燕柳，两人育有1子。

## 荣誉

### 外国勋章奖章
- 解放者圣马丁大十字勋章（阿根廷，2018年12月4日于布宜诺斯艾利斯圣马丁宫颁发[6]）